# Dogna
Dogna es un municipio italiano situado en la provincia de Udine, en Friuli-Venecia Julia. Tiene una población estimada, a fines de julio de 2023, de 150 habitantes.

## Evolución demográfica
| Gráfica de evolución demográfica de Dogna entre 1861 y 2023 |
|                                                             |
| Fuente: ISTAT - Elaboración gráfica de Wikipedia            |